# Vacallo
Vacallo (in dialetto comasco Vacàll) è un comune svizzero di 3 407 abitanti del Canton Ticino, nel distretto di Mendrisio.

## Geografia fisica
Vacallo è situato sul confine con l'Italia (provincia di Como, Lombardia), adagiato alle pendici del Monte Bisbino.

## Storia
Vacallo, originariamente un villaggio contadino, a partire dagli anni 1960 è diventato residenziale.
Nel novembre del 2004 i sindaci di Vacallo, Chiasso e Morbio Inferiore lanciarono l'idea di creare un unico comune, tramite la sottoscrizione di una dichiarazione d'intesa, ma il progetto fu respinto a grande maggioranza da una votazione consultiva popolare tenutasi il 25 novembre 2007.

## Monumenti e luoghi d'interesse

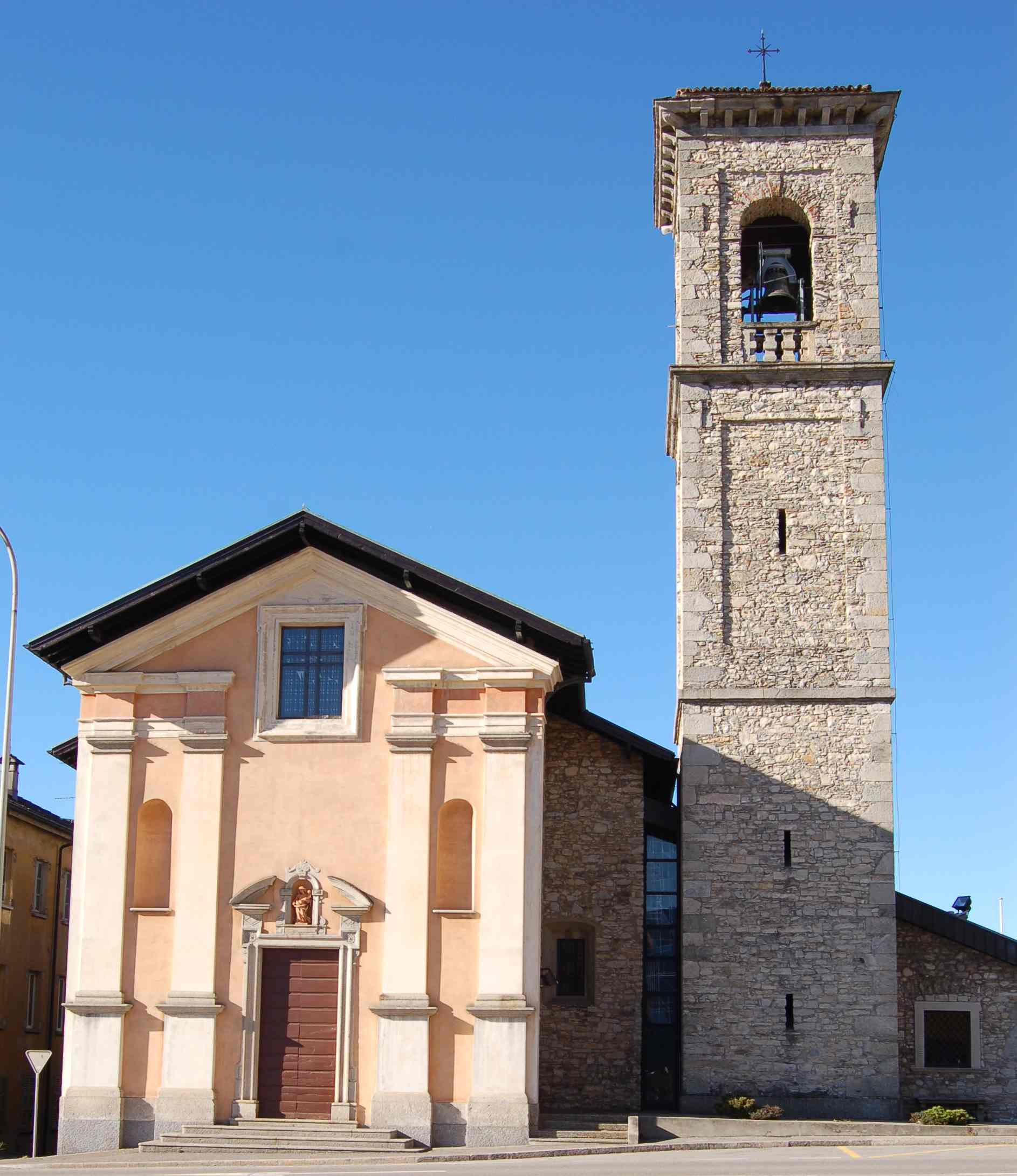
La chiesa parrocchiale dei Santi Simone e Giuda Taddeo

- Chiesa parrocchiale dei Santi Simone e Giuda Taddeo, eretta nel 1646-1671[1];
- Chiesa di Santa Croce, edificata nel XVII secolo[4].

## Società

### Evoluzione demografica
L'evoluzione demografica è riportata nella seguente tabella:
Abitanti censiti

## Amministrazione
Ogni famiglia originaria del luogo fa parte del cosiddetto comune patriziale e ha la responsabilità della manutenzione di ogni bene ricadente all'interno dei confini del comune.

## Sport
La principale società sportiva del paese è la polisportiva SAV Vacallo (Società Atletica Vacallo), con sezioni di atletica, pallacanestro, calcio e sci. Tra queste, la principale è la SAV Vacallo Basket. Hanno sede a Vacallo anche società dilattentistiche di tennis e calcio.